# Засоби масової інформації Великої Британії
Медіасистема Великої Британії характеризується різноманітністю та динамічністю. Вона включає в себе як потужні публічні мовники, так і численні приватні ЗМІ. У Сполученому Королівстві існує кілька різних типів засобів масової інформації: телебачення, радіо, газети, журнали та веб-сайти. Сполучене Королівство відоме своєю великою музичною індустрією, а також новими та майбутніми виконавцями. Країна також має велику індустрію радіомовлення, кіно, відеоігор та книговидання.
Сполучене Королівство має різноманітний спектр провайдерів, найвідомішим з яких є Британська телерадіомовна корпорація (BBC), що перебуває у державній власності та фінансується. Найбільшими конкурентами BBC є ITV plc, яка управляє 13 з 15 регіональних телевізійних мовників, що входять до складу ITV Network, Sky Group і державної та комерційно фінансованої Channel Four Television Corporation.

## Основні складові
- Суспільне мовлення: BBC (British Broadcasting Corporation) є однією з найвідоміших та найповажаніших медійних організацій у світі. Вона володіє широкою мережею телекомпаній та радіоканалів, а також потужним онлайн-сегментом. BBC фінансується за рахунок ліцензійних зборів, що сплачуються всіма домогосподарствами, які володіють телевізорами.
- Приватні ЗМІ: У Британії діє безліч приватних телекомпаній та радіокомпаній, а також друкованих видань. До найвідоміших належать газети The Guardian, The Times, The Sun, Daily Mail, Daily Telegraph, Channel 4.
- Цифрові ЗМІ: В останні роки все більшого значення набувають онлайн-ЗМІ. Британці активно користуються веб-сайти, соціальні медіа та іншими платформами для отримання новин та інформації.

## BBC (British Broadcasting Corporation)
British Broadcasting Corporation, абревіатура BBC — британська компанія суспільного телерадіомовлення. За кількістю слухачів найбільша телерадіомовна компанія у світі.
За кількістю слухачів найбільша телерадіомовна компанія у світі. У штаті корпорації працює більш ніж 22 000 осіб у всьому світі (зокрема й в Україні), понад 16 000 із яких працюють у державному секторі.
Штаб-квартира корпорації знаходиться у Broadcasting House у Вестмінстері, Лондон.
Керівний орган корпорації — «Бі-Бі-Сі Траст», однак у її установчих документах зазначено, що компанія незалежна від стороннього впливу й підзвітна тільки перед глядачами й слухачами. Основний девіз компанії — «Інформувати, навчати і розважати». Річний бюджет — 4 мільярди фунтів.

### Історія
Бі-Бі-Сі заснована 1922 року групою підприємств як приватна компанія. Перша радіопрограма вийшла 14 листопада 1922 року. Лише через п'ять років, у 1927 році, компанії надали королівський привілей, її націоналізував уряд, хоча вона й залишилася незалежною в редакційній політиці і має широке самоврядування. З 1929 року використовувався передавач у Лондоні, до 1930 року вже регулярні телепрограми транслювалися з використанням антени в Brookmans Park.
Baird's company, зараз відома як BBC One, запустила телевізійне виробництво 2 серпня 1932 року. До перерви у мовленні, спричиненої Другою світовою війною, аудиторія каналу налічувала 25—40 тис. будинків. Перерва була зумовлена тим, що УКХ-передачі служили б відмінним пеленгом для німецьких бомбардувальників, та й інженери і техніки були необхідні для військових цілей.
Всесвітня служба BBC розпочала мовлення 1932 року. 2011 року бюджет служби становив 272 млн фунтів (близько 430 млн доларів), а загальна аудиторія телепрограм і радіопрограм, а також інтернет-сайтів, склала 241 млн людей по всьому світу.
1946 року телемовлення відновилося з Александра Пелес. The BBC Television Service виробляв трансляцію різноманітних програм, що охоплюють широку аудиторію.
BBC TV перейменували в BBC1 у 1964 році після запуску BBC2 — третього за рейтингом каналу у Великій Британії (другим був ITV). Пожежа на електростанції Battersea викликала велике вимкнення електроенергії по Лондону, що відклало запуск каналу, запланований на 20 квітня 1964 року. Відкриття каналу відбувалось при свічках. BBC2 — перший із британських каналів став мовити в діапазоні ультрависоких частот (УВЧ).
За роки компанія розширила своє мовлення майже на всі регіони світу й додала до радіомовлення телебачення й інтернет. Українська служба Бі-Бі-Сі теж представлена у Всесвітній службі. Бі-Бі-Сі також відома завдяки якісним інформаційним та розважальним програмам, які вона продає іншим компаніям. Отримує фінансову підтримку від держави.

## The Guardian
The Guardian — британська газета, що належить Guardian Media Group. Виходить у Лондоні і Манчестері. Вважається однією з найкращих газет Великої Британії. Була заснована в 1821 році під назвою «Манчестер Ґардіан» і стала щоденною газетою в 1855 році. У 1959 році слово «Манчестер» з назви прибрали, оскільки газета стала загальнонаціональним щоденником із міжнародною репутацією.

### Історія та сьогодення
Нині «Ґардіан» — один із найповажніших медіаканалів світу. Заснував його манчестерський торговець бавовни і за сумісництвом журналіст Джон Едвар Тейлор, який вирішив видавати газету під впливом подій, що відбулися 16 серпня 1819 року й отримали назву Манчестерська бійня. Із дня заснування до 1959 року газета видавалася під назвою «The Manchester Guardian».
Найвідомішим головним редактором видання був Чарльз Прествіч Скотт, що обіймав цю посаду упродовж 57 років — з 1872 по 1929 рік. За цей час газета стала загальнонаціональною, а сам Скотт проголосив принцип «коментарі можуть бути будь-якими, але факти — священні», якого видання дотримується до сьогодні.
З червня 1936 року «Ґардіан» починає оформлювати засади незалежності. Один із синів Ч. П. Скотта Джон Расел передає права власності на газету піклувальній раді Скотт-Трасту. При цьому одним із головних пріоритетів розвитку видання наголошується збереження традицій незалежної газети. Сім'я Скоттів зберігає інтереси керування до 1984 року. Далі ці функції перекладаються на «Ґардіан Медіа Груп», а власником єдиної акції газети залишається Скотт-Траст, якому належать й інші медіа, прибуток при цьому перерозподіляється й на фінансування головної газети. Головний редактор «Ґардіан» — член наглядової ради її директорів.

## The Times
The Times — британська щоденна національна газета, що базується в Лондоні. Вона почалася в 1785 році під назвою The Daily Universal Register, прийнявши свою сучасну назву 1 січня 1788 року. The Times і її дочірня газета The Sunday Times (заснована в 1821 році) видаються Times Media, з 1981 року дочірньою компанією News UK, у свою чергу, повністю належить News Corp. The Times і The Sunday Times, які не мають спільного редакційного персоналу, були засновані незалежно і мають спільну власність лише з 1966 року.[2] Загалом політична позиція The Times вважається правоцентристською.

### Історія та сьогодення
The Times була заснована видавцем Джоном Уолтером (1738—1812) 1 січня 1785 року як The Daily Universal Register  з Уолтером у ролі редактора.  Уолтер втратив роботу наприкінці 1784 року після того, як страхова компанія, в якій він працював, збанкрутувала через збитки від ямайського урагану. Залишившись без роботи, Уолтер розпочав новий бізнес.  У той час Генрі Джонсон винайшов логографію, нову типографіку, яка, як вважають, була швидшою та точнішою (хоча через три роки вона виявилася менш ефективною, ніж рекламувалося). Вальтер купив патент на логографію і на його основі відкрив друкарню для випуску книг.  Перша публікація газети The Daily Universal Register відбулася 1 січня 1785 року. Уолтер змінив назву після 940 видань 1 січня 1788 року на The Times .  У 1803 році Вальтер передав право власності та редакцію своєму однойменному синові .  Піонерські зусилля Волтера-старшого отримати континентальні новини, особливо з Франції, допомогли створити репутацію газети серед політиків і фінансистів, незважаючи на шістнадцятимісячне ув'язнення у в'язниці Ньюгейт за наклепи, надруковані в The Times .
Сьогодні The Times та The Sunday Times видаються компанією Times Media Limited, яка повністю належить News UK & Ireland Ltd. Своєю чергою News UK & Ireland повністю належить News Corp, глобальній медіакомпанії медіамагната Руперта Мердока, яка має медіа на кількох континентах.
У The Times і The Sunday Times декларують зобов'язання створювати якісну журналістику. У своїй роботі журналісти цих редакцій керуються положеннями Незалежної організації зі стандартів преси (Independent Press Standards Organisation (IPSO)), яка має повноваження розглядати скарги та накладати штрафи та Кодексом поведінки редакторів, якого дотримується IPSO. У The Times серйозно ставляться до скарг на редакційний контент і навіть мають коротку політику скарг.

## Daily Mail
Daily Mail — британська щоденна бульварна газета середнього ринку, що видається в Лондоні. Вона була заснована в 1896 році. Станом на 2020 рік це була найбільш високооплачувана газета у Великобританії.  Його споріднена газета The Mail on Sunday була запущена в 1982 році, шотландське видання було запущено в 1947 році, а ірландське видання в 2006 році. Вміст газети з'являється на веб-сайті новин MailOnline, хоча веб-сайтом керують окремо та мають свій власний редактор.
Газета належить Daily Mail і General Trust .  Джонатан Гармсворт, 4-й віконт Ротермір, правнук одного з перших співзасновників, є головою правління та власником контрольного пакету акцій Daily Mail і General Trust, тоді як повсякденні редакційні рішення для газети, як правило, зроблено командою під керівництвом редактора. Тед Веріті змінив Джорді Грейга на посаді редактора 17 листопада 2021 року.

### Історія
Daily Mail , створена Альфредом Гармсвортом (пізніше віконтом Норткліффом) та його братом Гарольдом (пізніше віконтом Ротерміром), була вперше опублікована 4 травня 1896 року. Вона мала негайний успіх.  Вона коштувала півпенса в той час, коли інші лондонські щоденні газети коштували один пенні, і була більш популістською за тоном і лаконічнішою у висвітленні, ніж її конкуренти. Запланований тираж становив 100 000 примірників, але тираж першого дня становив 397 215, і довелося придбати додаткові друкарні, щоб підтримувати тираж, який зріс до 500 000 у 1899 році. Лорд Солсбері , прем'єр-міністр Сполученого Королівства 19-го століття, відкинув Daily Mail як «газету, створену офісними хлопцями для офісних хлопців».  До 1902 року, наприкінці англо -бурських війн, тираж перевищив мільйон, що зробило його найбільшим у світі.

## The Daily Telegraph
The Daily Telegraph , відома в Інтернеті та в інших місцях як The Telegraph , є британською щоденною консервативною широкоформатною газетою, що видається в Лондоні Telegraph Media Group і поширюється у Великій Британії та за кордоном. Її заснував Артур Б. Слей у 1855 році як The Daily Telegraph & Courier . The Telegraph вважається газетою рекордів . Гасло газети «Було, є і буде» було включено до її емблеми, яка використовувалася понад століття, починаючи з 1858 року.
Тираж газети становив 363 183 у грудні 2018 року, зменшившись майже на 80 % з 1,4 мільйона в 1980 році. Тираж зменшувався ще більше, поки не було вилучено з аудиту тиражів газет у 2019 році, газета Sunday Telegraph, яка почалася в 1961 році, мала тираж 281 025 станом на грудень 2018 року. Дві сестринські газети видаються окремо, з різними редакційними кадрами, але існує перехресне використання історій. Він політично консервативний і підтримує Консервативну партію .
The Telegraph опублікував ряд новин, у тому числі про початок Другої світової війни репортером-початківцем Клер Холлінгворт, названу «репортажем століття», скандал із парламентськими витратами 2009 року, який призвів до низки значних профільних політичних відставок і за що її було названо британською газетою року 2009 – її таємне розслідування 2016 року про тренера збірної Англії Сема Еллардайса  та файли Lockdown у 2023 році.

### Заснування та рання історія
Daily Telegraph and Courier була заснована полковником Артуром Б. Слеєм у червні 1855 року, щоб висловити особисту скаргу на майбутнього головнокомандувача британської армії принца Джорджа, герцога Кембриджського. Джозеф Мозес Леві, власник The Sunday Times, погодився надрукувати газету, і перше видання було опубліковано 29 червня 1855 року. Газета коштувала 2 d і мала чотири сторінки.
Однак газета не мала успіху, і Слей не зміг оплатити Леві рахунок за друк.  Леві перебрав газету, його мета полягала в тому, щоб випускати дешевшу газету, ніж його головні конкуренти в Лондоні, Daily News і The Morning Post , щоб збільшити розмір загального ринку. Леві призначив свого сина Едварда Леві-Лоусона, лорда Бернхема та Торнтона Лі Ганта редагувати газету. Лорд Бернем перезапустив газету як The Daily Telegraph із гаслом «найбільша, найкраща та найдешевша газета у світі». Хант виклав принципи газети в меморандумі, надісланому Леві: «Ми повинні повідомляти про всі вражаючі події в науці, щоб розумна публіка могла зрозуміти, що сталося, і побачити його вплив на наше повсякденне життя та наше майбутнє. Цей же принцип повинен застосовуватися до всіх інших подій — до моди, до нових винаходів, до нових методів ведення бізнесу».

## Channel 4
Channel 4 — британський безкоштовний громадський телеканал, який належить і управляється Channel Four Television Corporation . Він є державною власністю, але, на відміну від BBC, не отримує державного фінансування і повністю фінансується своєю комерційною діяльністю, включаючи рекламу .  Він почав свою трансляцію в 1982 році і був створений для надання четвертої телевізійної послуги у Сполученому Королівстві. У той час єдиними іншими каналами були BBC1 і BBC2, що фінансувалися за ліцензією, і єдина мережа комерційного мовлення ITV .
Спочатку станція була дочірньою компанією Незалежного органу телерадіомовлення (IBA), станція зараз належить і управляється Channel Four Television Corporation, державною корпорацією Департаменту культури, ЗМІ та спорту, яка була заснована в 1990 році і почав працювати в 1993 році. До 2010 року Channel 4 не транслював в Уельсі, але багато його програм було повторно транслювалося там валлійським четвертим каналом S4C . У 2010 році Channel 4 розширив свої послуги на Уельс і став загальнонаціональним телеканалом. Штаб-квартира мережі знаходиться в Лондоні та Лідсі, а творчі центри — у Глазго та Брістолі .

### Історія
До Channel 4 і S4C Британія мала три служби наземного телебачення: BBC1 , BBC2 та ITV . Закон про телерадіомовлення 1980 року розпочав процес додавання четвертого; Канал 4 був офіційно створений разом із валлійським аналогом згідно з актом парламенту в 1982 році. Після кількох місяців пробного мовлення він розпочав заплановані трансляції 2 листопада 1982 року з Будинку Скала, колишнього місця театру Скала .
Ідея другого комерційного мовника у Сполученому Королівстві існувала з моменту заснування ITV у 1954 році та його подальшого запуску в 1955 році; ідея «ITV2» була довгоочікуваною та наполегливою. Дійсно, телевізори, які продавалися протягом 1970-х і початку 1980-х років, часто мали запасну кнопку налаштування з позначкою «ITV 2» або «IBA 2». Протягом усієї історії ITV і доти, поки канал 4 нарешті не став реальністю, існував постійний діалог між GPO, урядом, компаніями ITV та іншими зацікавленими сторонами щодо форми такого розширення комерційного мовлення. Швидше за все, політика мала найбільший вплив, що призвело до затримки майже на три десятиліття, перш ніж другий комерційний канал став реальністю.
Однією з очевидних переваг «пізнього надходження» каналу було те, що його розподіл частот для кожного передавача вже було організовано на початку 1960-х років, коли очікувався запуск ITV2.  Це призвело до дуже хорошого покриття більшої частини країни та небагатьох проблем із перешкодами для інших передач у Великобританії; різкий контраст із проблемами, пов'язаними із запуском Channel 5 майже 15 років потому.  «ITV2» не слід плутати з цифровим телеканалом ITV, запущеним у 1998 році.